# 衙前圍道
衙前圍道（英語：Nga Tsin Wai Road）是香港九龍九龍城區的一條道路，連接九龍仔及九龍城。道路雙程行車，西接蘭開夏道，東接啟德道及沙浦道，貫穿整個九龍城，為九龍城內最主要道路，跟區內其他道路成魚骨狀相連，例如侯王道、聯合道等。在啟德機場未關閉前，該機場的13跑道的飛機進場導航燈建於衙前圍道一座樓宇的天台上，該座樓宇曾開設漢寶集團的酒樓。

## 典故
典故一：
衙前圍道是九龍城區內一條重要的橫街，因附近另一條主要道路太子道西長期擠塞，許多主要交通工具已改行衙前圍道，然而衙前圍道從前卻是一條只有官員行走的道路。
九龍城開埠以來，因其低窪地帶較多，因此許多居民依賴曬鹽維生，當地鹽業亦較為蓬勃，九龍城一帶很快發展為全港數一數二的鹽田區，而「龍城幼鹽」更於全港九新界的士多和街市打響名堂。官員有見鹽業發展蓬勃，因此向每戶製鹽戶每月徵收每公斤三毫半的出口鹽稅，並制定每月十日每戶都要到衙前圍道以封鹽包裝裝好稅項，而官員則由衙前圍道的盡頭走到另一端盡頭環繞衙前一周以收集款項，再回到衙門點收，因而該路被稱為「衙前圍道」。有傳因該道路多是官員收稅之用，居民假如多於該路行走，則會惹來財禍，因此大多居民繞道而行太子道西，使該道路長期擠塞，直至七十年代中期衙前圍道不再使用為收稅專用道路，不少車輛為免受太子道西擠塞影響，才改行衙前圍道。
典故二：
以前的九龍城人以曬鹽維生，由於居住沿海地區，不時會有海盜盜取居民的財物，或是明目張膽地搶，或是鬼鬼祟祟的偷。後來地方政府有見及此，便在九龍城沿海附近興建了衙門，一來可以維持區內治安，二來可以方便官員收稅。
衙門興建初時，區內的治安曾一度改善，然而由於居民的鬆懈，海盜很快便再次回到九龍城進行搶掠。於是居住海邊的居民漸漸搬近衙門，希望可以減低被盜的機會。一年內，九龍城近海五百公尺的地方皆成為荒地，無人問津。
為了加強防禦，九龍城的居民合力在所住地方的最外圍築起了一堵高三米的圍牆，只留下東南西北四個出口供居民出入，且四個出口皆有人二十四小時輪流站崗，九龍城人漸漸過上了安逸且簡樸的圍村生活。
然而，1806年10月28日，海盜再一次入侵村內，事後村民從海盜留下的蛛絲馬跡發現他們乃由東出口進入、西出口離去。經再三拷問，看守東西出口的二人皆承認自己失職。後來二人因抵受不住其他村民的議論而一同跳海自盡。
1882年，九龍城開始進行填海工程，政府提供了更多就業機會予九龍城居民。為了方便工作，村民逐漸搬離圍村。政府認為圍牆阻礙了九龍城居民出入，遂將圍牆拆去，圍牆本來的位置則被稱為「衙前圍道」。
2006年11月2日，衙前圍道曾一度封鎖，事緣於前一日在衙前圍道東、西分別發生了兩宗交通意外。詭異的是，兩名肇事司機均聲稱在案發現場看到了鬼魂。有好事之徒翻查古籍發現前述之兩名村民乃於1806年11月1日自盡。消息傳開後，九龍城的居民都深信這兩件事之間有著不可劃分的關係。

## 沿線建築物
- 陶源（衙前圍道51號）
- 九龍城潮語浸信會（衙前圍道55號A）

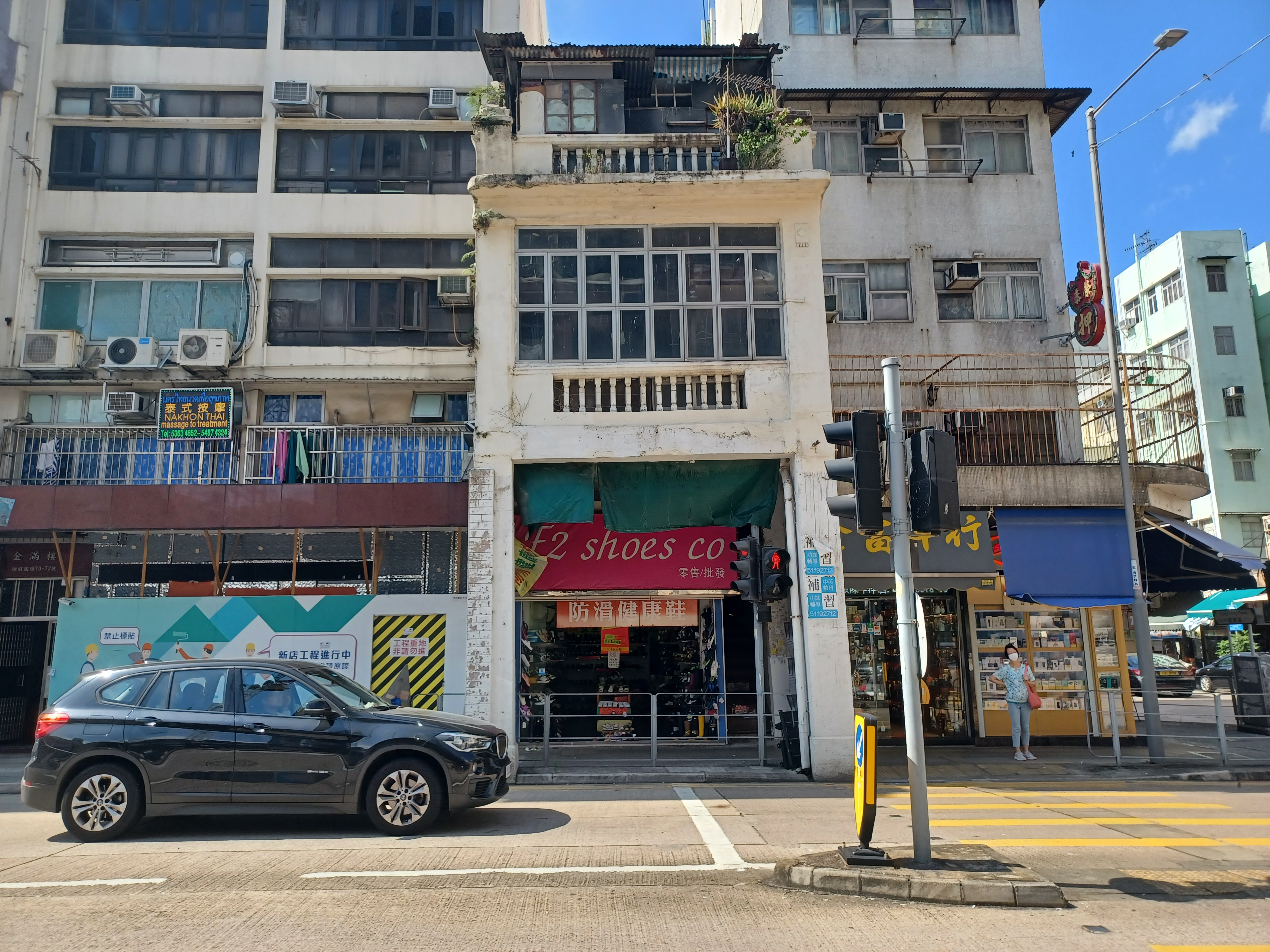
衙前圍道68號

- 九龍城市政大廈（設有街市、圖書館、體育館）（衙前圍道100號）
- 怡德花園（衙前圍道164-176號）
- 衙前圍道96A-D（一樓一鳳）

## 地理位置

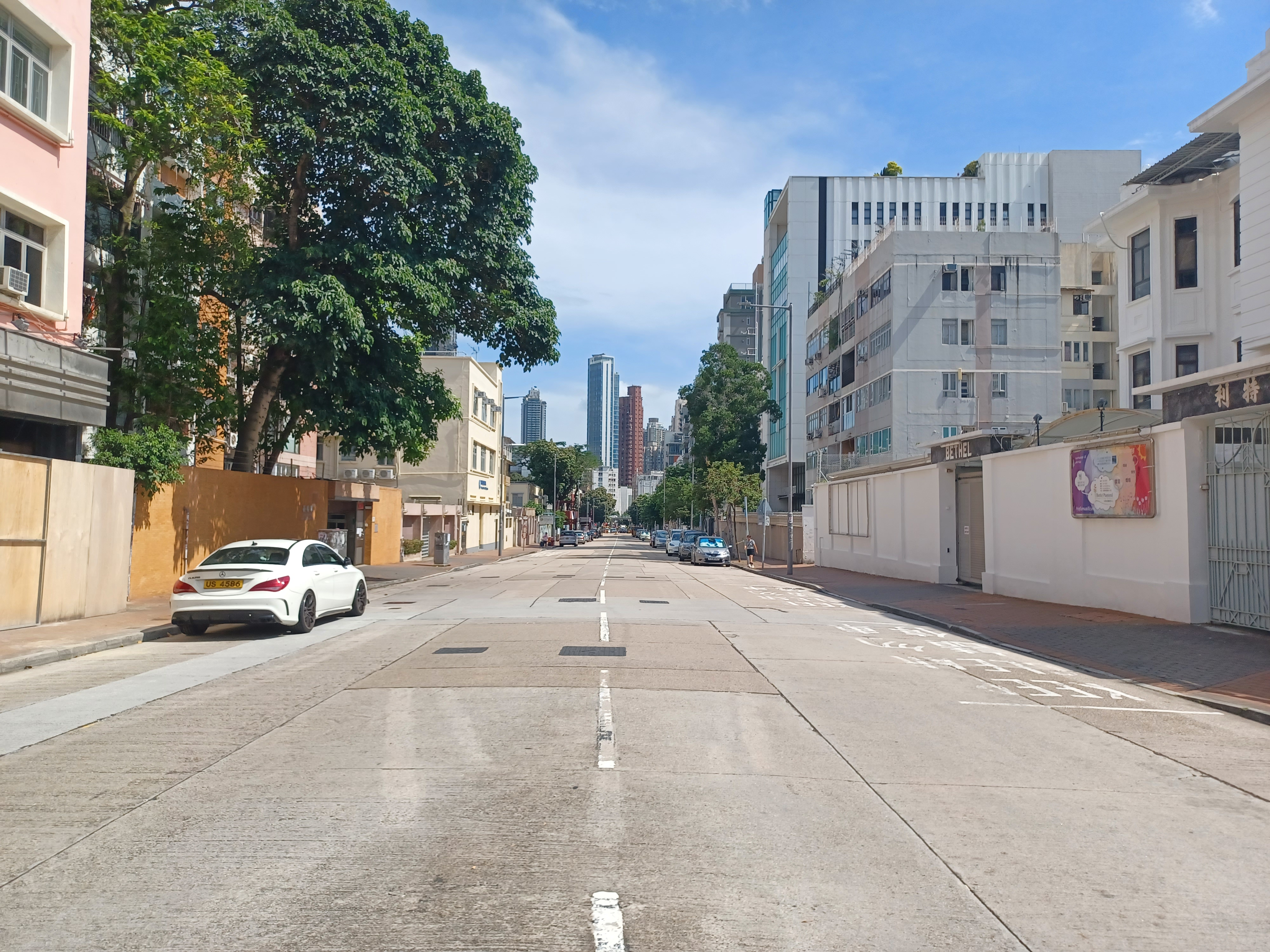
嘉林邊道

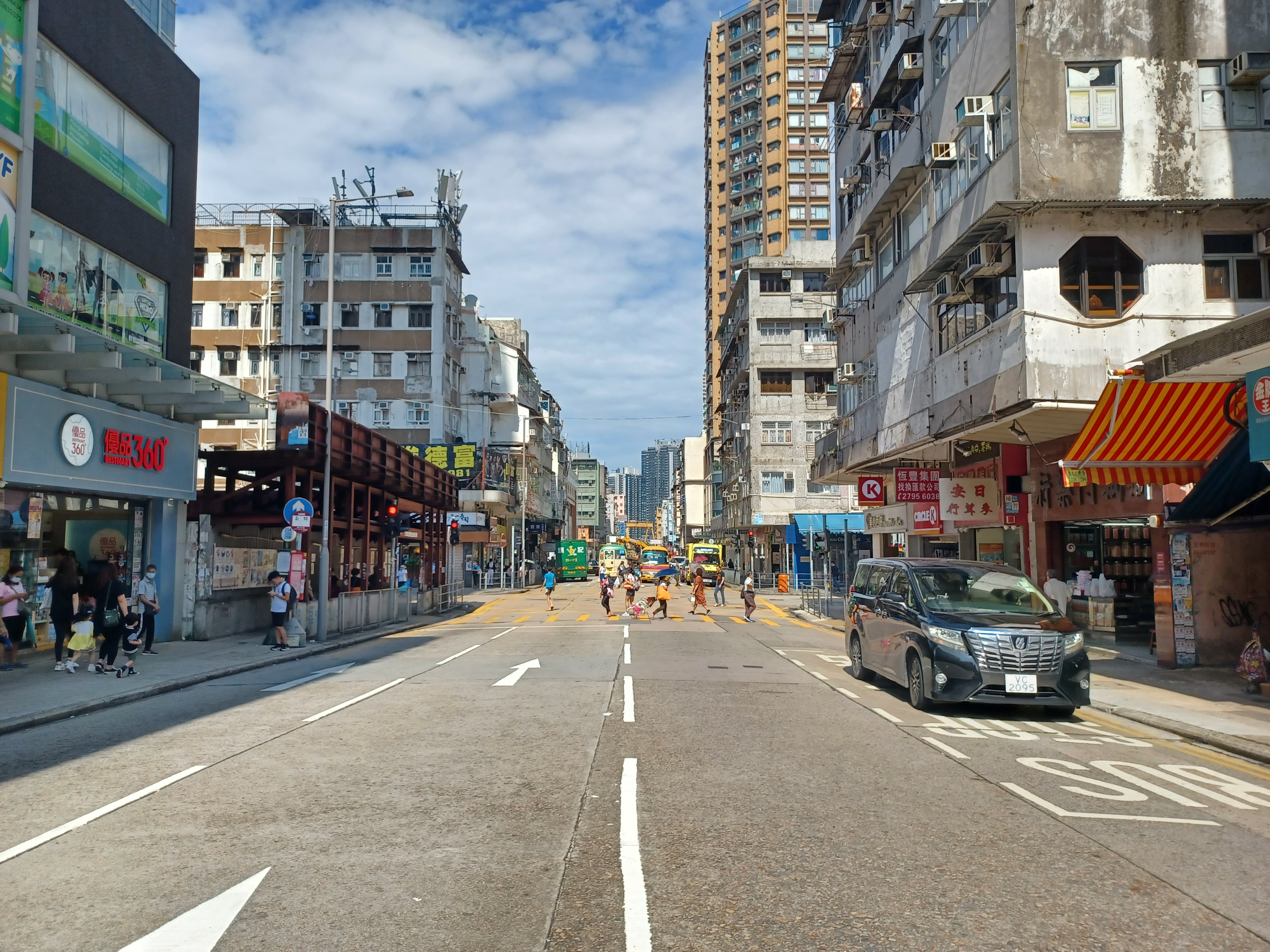
衙前圍道近福佬村道

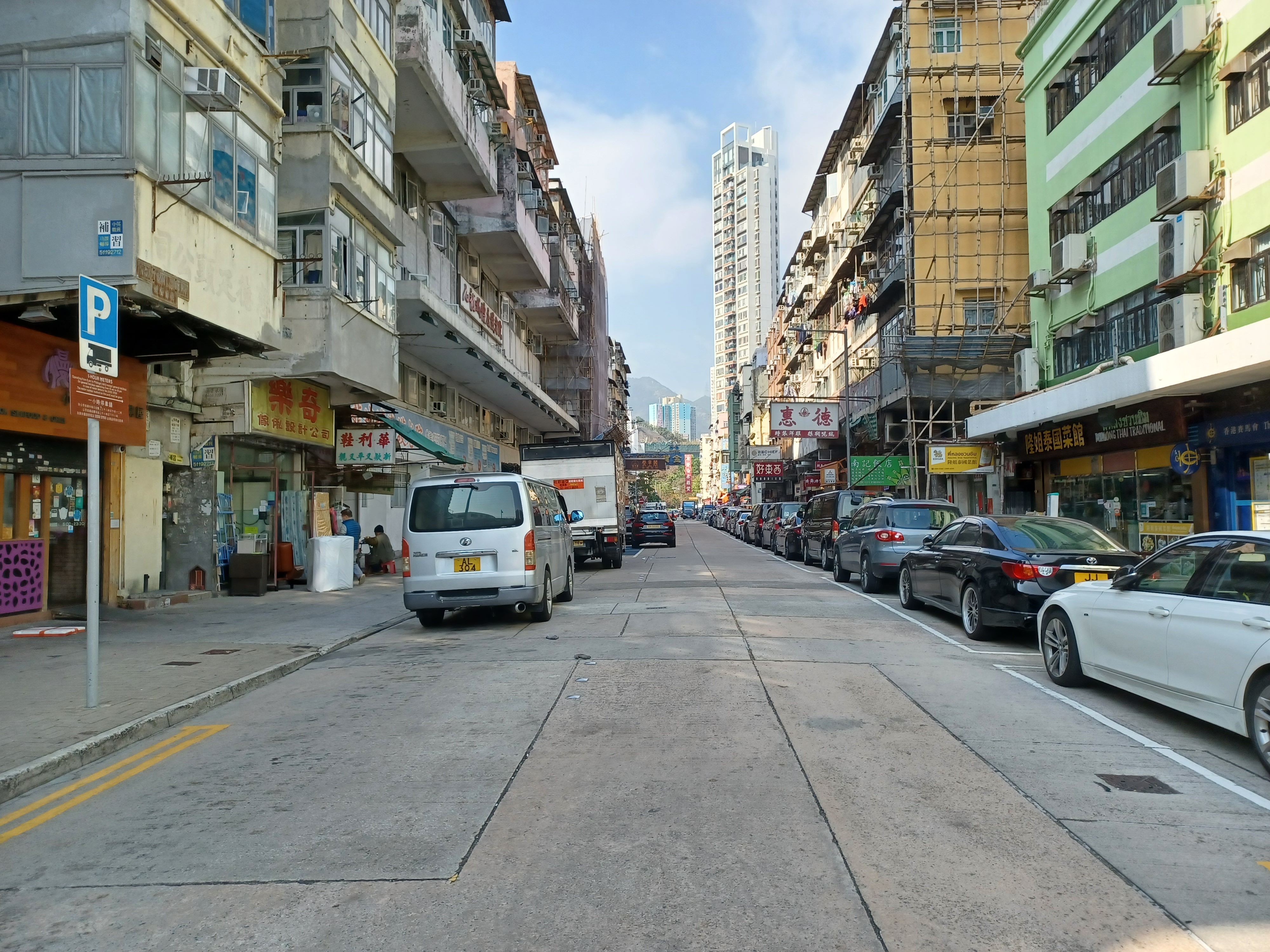
衙前塱道

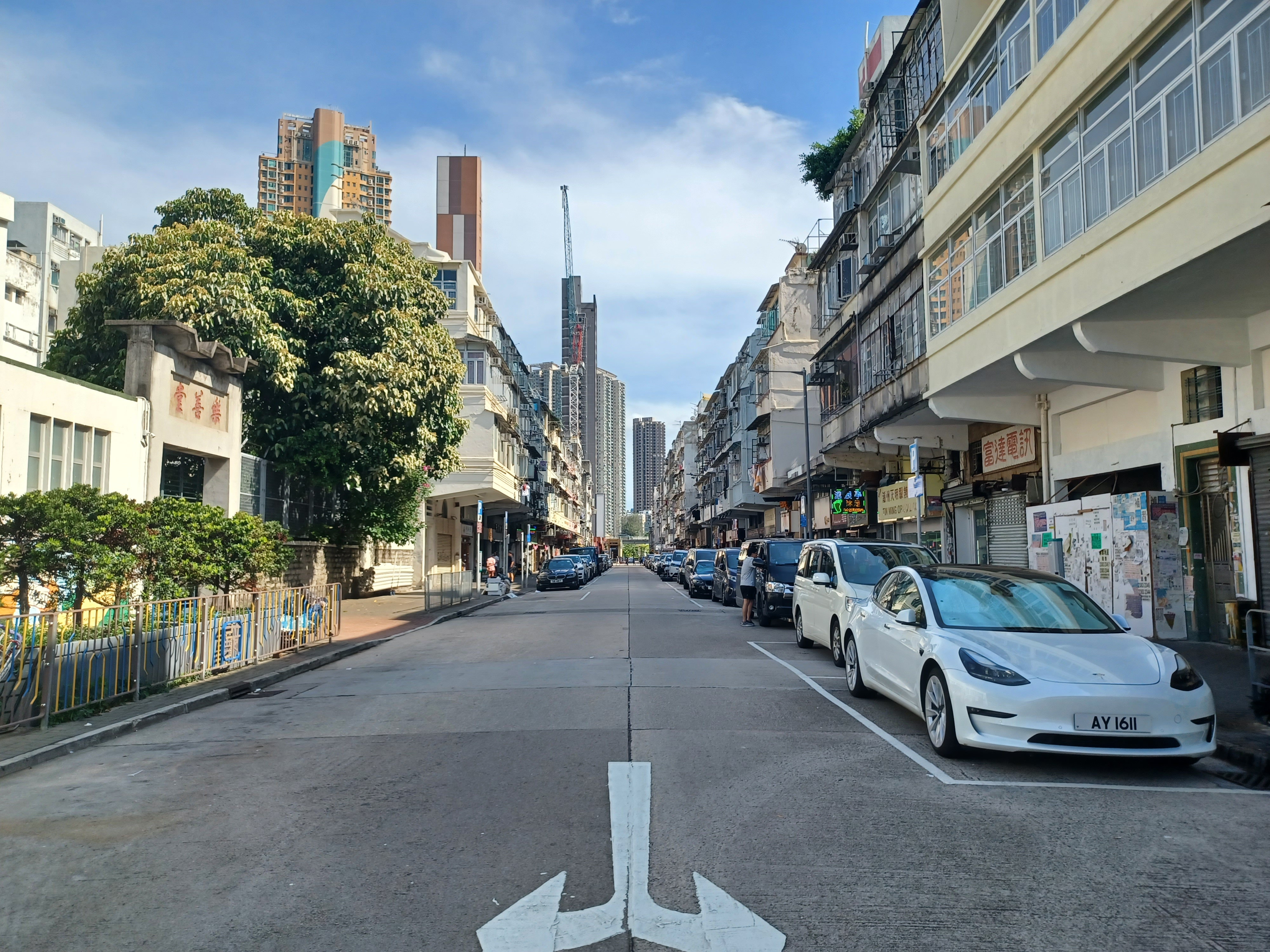
南角道

衙前圍道作為九龍城的主要橫行街道，中間連接了許多街道。由西至東：
1. 喇沙利道
2. 書院道
3. 延文禮士道
4. 嘉林邊道
5. 聯合道
6. 福佬村道
7. 獅子石道
8. 侯王道
9. 衙前塱道
10. 南角道
11. 龍崗道
12. 城南道
13. 打鼓嶺道
14. 啟德道
15. 沙浦道

## 外部連結
- 衙前圍道地圖 （页面存档备份，存于）